# Witricity
Witricity Corporation är ett amerikanskt företag inom trådlös energiöverföring, med huvudkontor i Watertown, Massachusetts. Namnet Witricity används också som ett varumärke på företagets teknik för trådlös energiöverföring, som bygger på resonant induktiv koppling, som är ett särfall av induktiv koppling. Denna teknik möjliggör överföring av elektrisk energi med lägre förluster än vanlig induktion över avstånd som är praktiskt användbara för bland annat konsument- och fordonstillämpningar.
I sin marknadsföring använder Witricity begreppet "magnetisk resonans" om tekniken, vilket ej ska förväxlas med kärnmagnetisk resonans, som bygger på andra fysikaliska fenomen. 

## Historik
Witricity Corporation grundades 2007 som en avknoppning från Massachusetts Institute of Technology (MIT) av professor Marin Soljačić för att kommersialisera teknik som uppfunnits och patenterats av fysiker vid Massachusetts Institute of Technology (MIT). Tekniken kallades då högresonant trådlös energiöverföring (highly resonant wireless power transfer). MIT-avknoppningen är baserad i Watertown, Massachusetts. År 2014 gick WiTricity med i Alliance for Wireless Power (A4WP), som senare slogs samman med Power Matters Alliance för att bilda AirFuel Alliance.
Under 2017 började WiTricity fokusera på laddningssystem för elfordon mer än konsumentteknologiska produkter. År 2018 hade WiTricity samarbetat med mer än ett dussin bilföretag, inklusive nio av världens största tio, om forsknings- och utvecklingsprojekt. Audi, Mahle GmbH och Mitsubishi fanns bland partnerföretagen.
År 2018 utsågs WiTricity till New Energy Pioneer av Bloomberg New Energy Finance. Företaget förvärvade tillgångarna och immateriella rättigheter för Qualcomm Halo och dess induktiva laddningsteknik i februari 2019. I affären ingick mer än 1 000 patent och patentansökningar, såväl som teknologikonstruktioner och licenser och gjorde Qualcomm till minoritetsägare av WiTricity. I slutet av 2020 lämnade MIT och WiTricity in en stämningsansökan mot det Pennsylvaniabaserade företaget Momentum Dynamics över sju patent för trådlös energiöverföring. Rättegången resulterade i ogiltigförklaring av sex av de hävdade patenten, och WiTricity lämnade in en andra intrångsprocess i mars 2023.

## Teknologi
WiTricitys teknologi möjliggör trådlös kraftöverföring över avstånd genom magnetisk resonans. Växelströmselektricitet (AC) går genom en elektromagnetisk spole i en laddstation för att bilda ett oscillerande elektromagnetiskt fält. En annan spole som har resonans vid samma frekvens fångar fältets energi och en likriktare levererar likström (DC) till ett batterihanteringssystem. Tekniken fungerar genom olika material, såsom sten, betong, asfalt eller trä, och har en energiomvandlingseffektivitet på över 90 procent, vilket motsvarar  inpluggning. År 2013-2014 hade effekten nått 10 W för mobila enheter, 6 kW för passagerarfordon och 25 kW för fartyg och bussar. WiTricitys EV har laddningshastigheter från 3,6 till 11 kW och tekniken skalas upp till hundratals kilowatt för tunga fordon som bussar.

## Användning
WiTricity har nått licensavtal med Anjie Wireless, Delphi (Aptiv), Intel, Mahle, TDK, Toyota, och Zhejiang VIE. Thoratec licensierade tekniken för att producera hjärtpumpar som kan laddas automatiskt. WiTricity har demonstrerat trådlös laddning för konsumentprodukter som bärbara datorer, mobiltelefoner, TV-apparater, och solpaneler. Företaget har också visat hur tekniken kan användas för att driva soldaters hjälmar med nattsynsglasögon trådlöst under Humvee-transporter. Dells lansering 2017 av laptop-surfplattan Latitude 7285 markerade den första kommersiella konsumentprodukten som använde tekniken.
År 2018 blev BMW:s 530e iPerformance den första fordonsfabriken utrustad med trådlös laddning, och Hyundais Kona visade också användningen av tekniken. I januari 2019 demonstrerade Honda och WiTricity trådlös fordon-till-nät-laddning på Consumer Electronics Show. Tekniken användes även för McLaren Speedtail Hyper-GT år 2020. I maj 2020 publicerade Kina sin nationella standard för trådlös laddning av elbilar som inkorporerade WiTricitys teknologi, och WiTricity spelade en nyckelroll i upprättandet av SAE Internationals J2954-standard för trådlös kraftöverföring.
År 2022 fick WiTricity ett anslag på 50 000 USD från Michigan Mobility Funding Platform och staten Michigan för att installera en trådlös laddstation vid Detroit Smart Parking Lab, som drivs av American Center for Mobility.
Sedan 2022 använder Hyundai Genesis GV60 trådlös laddningshårdvara från WiTricity.
År 2022 licensierade WiTricity sin teknologi med Wiferion, som utvecklar trådlösa laddningssystem för industriella tillämpningar som förarlösa fordon, cobots och lastbilar.